# 卢村乡
卢村乡，是中华人民共和国安徽省宣城市广德市下辖的一个乡镇级行政单位。

## 行政区划
卢村乡下辖以下地区：
中明社区、笄山村、清方村、甘溪村、唐流村、丁冲村、九龙村、石峻村、石狮村、同溪村、桃山村、高庙村和宋陈村。